# Горловский троллейбус
Горловский троллейбус (укр. Горлівський тролейбус) — система общественного транспорта в городе Горловка Донецкой области Украины, был открыт 6 ноября 1974 года. По состоянию на май 2024 год имеется 2 маршрута и 54,3 км сети.

## Маршруты
- 2 Жилмассив «Строитель» — Жилмассив «Солнечный»
- 3 Жилмассив «Строитель» — Химзавод

## История
Троллейбусное движение в Горловке было открыто 6 ноября 1974 года троллейбусами Škoda 9Tr по маршруту № 1 «Депо — к-тр. „Украина“». Тогда же открыто депо.
К концу ноября 1974 года маршрут № 1 продлили к фабрике трикотажного полотна и он стал называться «ФТП — к-тр. „Украина“».
17 января 1975 года линию достроили до 245 квартала и был открыт маршрут № 2 «245 квартал — к-тр. „Украина“».
9 июня 1975 года линию продлили от кинотеатра «Украина» до машзавода им. Кирова (в настоящее время Северная проходная), маршрут № 2 «245 квартал — машзавод им. Кирова».

### Маршруты на1 января1976 года
- 1 Фабрика трикотажного полотна — машзавод им. Кирова
- 2 245 квартал — машзавод им. Кирова

3 июля 1976 года (по другим данным, 10 июля 1976 года) был открыт маршрут № 3 «к-тр. „Украина — Химзавод“» (в настоящее время конечная остановка Новогорловка).
25 августа 1978 года достроили троллейбусную линию от машзавода до станции Никитовка, открыт маршрут № 4 «к-тр. „Украина“ — ст. Никитовка».
В 1979 году на маршруте № 2 началась эксплуатация троллейбусных поездов Владимира Веклича. Всего в городе эксплуатировалось 6 таких поездов.
1 ноября 1984 года линия была продлена до 1405 квартала, вокруг которого была построена линия против часовой стрелки. Маршрут № 2 начал называться «245 квартал — 1405 квартал».

### Маршруты на1 января1990 года
- 1 Фабрика трикотажного полотна — машзавод им. Кирова
- 2 245 квартал — 1405 квартал (массив «Солнечный»)
- 3 Кинотеатр «Украина» — ПО «Стирол» (Новогорловка)
- 4 Кинотеатр «Украина» — Станция Никитовка

25 июля 1993 года конечная маршрута № 3 перенесёна с кинотеатра «Украина» на 245 квартал. Маршрут стал «245 квартал — ПО „Стирол“».
25 октября 1993 года маршрут № 4 был совмещён с маршрутом № 1 и перенесён с кинотеатра Украина на ФТП. Он назывался «Фабрика трикотажного полотна — ст. Никитовка», маршрут № 1 был закрыт.
23 июня 1994 года была построена линия от 245 квартала до микрорайона «Строитель», пущен маршрут № 5 «микрорайон „Строитель“ — к-тр. „Украина“».
1 февраля 1998 года маршруты № 3 и № 4 перенесены на микрорайон «Строитель» («микрорайон „Строитель“ — ПО „Стирол“», «микрорайон „Строитель“ — станция Никитовка»), возвращён маршрут № 1 и продлён до станции Никитовка («Фабрика трикотажного полотна — станция Никитовка»).
3 марта 1998 года конечная маршрута № 2 перенесёна с 245 квартала на микрорайон «Строитель», тогда же на конечной «245 квартал» демонтирована контактная сеть.
1 августа 1999 года маршрут № 5 был продлён от кинотеатра Украина до машзавода им. Кирова (Северная проходная), но по такой схеме маршрут ходил чуть больше месяца, так как он полностью дублировался 2 и 4 маршрутами было принято решение о его закрытии, и 7 сентября 1999 года маршрут № 5 был закрыт.

### Маршруты на1 января2000 года
- 1 Фабрика трикотажного полотна — Станция Никитовка
- 2 Массив «Строитель» — Массив «Солнечный»
- 3 Массив «Строитель» — ОАО «Стирол»
- 4 Массив «Строитель» — Станция Никитовка

20 августа 2007 года маршрут № 1 был укорочен до кинотеатра «Украина» («Фабрика трикотажного полотна — Техномаркет „Планета“»).
14 сентября 2009 года пущен маршрут № 5 «Массив „Строитель“ — Техномаркет „Планета“».
1 октября 2009 года троллейбусный маршрут № 1 был ограничен до Северной проходной («Фабрика трикотажного полотна — Северная проходная»).
1 апреля 2010 года маршрут № 1 был снова продлён до станции Никитовка.
13 мая 2017 года запущен троллейбусный маршрут 1А — «Троллейбусное депо — ДК „Ветеран“».
23 марта 2024 года Закрыт маршрут 1А.

## Подвижной состав
В настоящее время маршруты обслуживаются машинами типа:
- ЗиУ-9 (2 машины в рабочем состоянии из 53 всех поступивших) с 1978 года,
- ЮМЗ-Т1 (0 из 19) с 1993 года,
- ЮМЗ-Т1Р(Т2П) (6 из 6) с 2009 года,
- КТГ-1 (1 из 2) с 1987 года.

Ранее были также:
- Skoda 9Tr (83 машин) в 1974—1994.